# Afranthidium ablusum
Afranthidium ablusum är en biart som först beskrevs av Cockerell 1932.  Afranthidium ablusum ingår i släktet Afranthidium och familjen buksamlarbin. Inga underarter finns listade i Catalogue of Life.